# 장팡량
장팡량(중국어: 蔣方良) 또는 파이나 이파티예브나 바흐레바(러시아어: Фаина Ипатьевна Вахрева, 벨라루스어: Фаіна Іпацьеўна Вахрава, 1916년 5월 15일 ~ 2004년 12월 15일)은 대만 총통 장징궈의 2번째 부인이다.

## 생애
러시아 제국 비텝스크현 오르샤 출생이며 일찍이 소련 시민권을 소지하였고 이미 한 차례 이혼한 전력이 있는 중국인 유학생 신분이었던 장징궈와 1935년에 결혼하였으며 그 해 12월 15일 레닌그라드에서 첫째 아들 장샤오원을 낳고 1937년 1월에 중화민국으로 건너갔으며 그 해 2월 15일에 장시성 간저우에서 딸 장샤오장을 낳았고 이듬해 소련 시민권을 포기하고 중화민국 국적을 취득했으며 1945년 4월 25일에는 쓰촨성 충칭에서 둘째 아들 장샤오우를 낳았고 1948년 10월 27일 장쑤성 상하이에서 셋째 아들이자 막내인 장샤오융을 낳았다. 1949년 국공 내전에서 중국 국민당이 중국 공산당에 패퇴하자 시댁 일가족들과 함께 중국 본토에서 대만으로 이주했으며 1976년부터 1988년까지는 중화민국 총통 영부인을 지냈다. 2004년 10월 만성 기관지염으로 인해 병원에 입원했고, 12월 15일 타이베이의 룽민 총의원에서 사망했다.